# 香貫山
香貫山（かぬきやま）は、静岡県沼津市にある標高193mの山。伊豆半島の西の付け根部を構成する静浦山地の、通称沼津アルプスとも呼ばれる北部山域の最北端に位置する。
沼津市中心部から南東2.5kmと近く、麓には北から東方向にかけて狩野川が流れる。山頂部が香貫山公園として整備されている。山には電波の中継所を兼ねた芝住展望台が置かれ眺めが良く、眼下には沼津市の市街地が広がるため夜景スポットとして訪れる人も多いなど、市民の憩いの場になっている。かつては自動車で展望台まで通行できたが、現在では山腹の香陵台(こうりょうだい)までしか行くことができない。この香陵台には五重の戦没者慰霊塔が建立されており、春には桜が咲き、花見客で賑わう。山中の経塚からは平安時代の経筒が出土している。
| 芝住展望台 |  | 香陵台の戦没者慰霊塔 |  | 山頂の標識 |
| 芝住展望台 |  | 香陵台の戦没者慰霊塔 |  | 山頂の標識 |